# 理查德·米尔斯
理查德·米尔斯（Richard Merrill Mills Jr.，1959年2月23日—）是美国一位外交官。
2015年2月15日至2018年10月17日期間擔任美國駐亞美尼亞大使。2019年8月23日至2020年11月9日期間，出任美国驻加拿大临时代办。2020年11月，出任美国驻联合国常任副代表。2021年1月20日至2021年2月24日，担任美國驻联合国代理常任代表。2022年7月，被提名為美国驻尼日利亚大使。

## 家庭
他的妻子也是一名美國外交官。1991年10月18日，於阿靈頓縣結婚。